# Eupsophus insularis
Eupsophus insularis, conocido comúnmente como sapo de la Isla Mocha, es una especie de anfibio anuro endémica de Chile,  la cual, como el nombre lo indica, habita exclusivamente en la Isla Mocha. 
Mide aproximadamente 40 mm de longitud desde el hocico hasta la cloaca. Presenta una piel lisa tanto ventral como dorsal, exhibiéndo en esta última zona una pigmentación café con pequeñas manchas amarillas irregulares. Por otra parte, la coloración en la región ventral es amarillenta, presentando en la garganta puntos oscuros e irregulares. Al igual que las otras especies del género Eupsophus, habita en los bosques de Nothofagus en la hojarasca o debajo de troncos cercanos a cursos de agua.